# Katerina Gudmundi
Katerina Gudmundi född Katerina Jönsdotter okänt år, död 1519, var en svensk nunna och skrivare. 
Hon var dotter till Jöns Gudmundsson, borgmästare i Vadstena, blev medlem i birgittinorden i Vadstena kloster 1476, och var priorinna i tre år. Hon skrev första halvan (blad 1-80) av handskriften Holm A 3, år 1502, och första delen av Holm A 4, Gudeliga snilles väckare.